# Монкочито (Пескара)
Монкочито (итал. Moncocitto) је насеље у Италији у округу Пескара, региону Абруцо.
Према процени из 2011. у насељу је живело 205 становника. Насеље се налази на надморској висини од 91 м.